# Chépica
Chépica is een gemeente in de Chileense provincie Colchagua in de regio Libertador General Bernardo O'Higgins. Chépica telde 15.037 inwoners in 2017 en heeft een oppervlakte van 503 km².